# راشيل هيثيرنغتون
راشيل هيثيرنغتون (بالإنجليزية: Rachel Hetherington)‏ هي لاعبة غولف أسترالية، ولدت في 23 أبريل 1972 في ميناء ماكواري في أستراليا.

## وصلات خارجية
- الموقع الرسمي
- راشيل هيثيرنغتون على موقع رابطة لاعبات الغولف المحترفات (الإنجليزية)